# Villeroux (Vaux-sur-Sûre)
Ne doit pas être confondu avec Villeroux.
Villeroux (en wallon : Vîroû) est un hameau de la commune belge de Vaux-sur-Sûre située en Région wallonne dans la province de Luxembourg.
Avant la fusion des communes de 1977, Villeroux faisait partie de la commune de Sibret.

## Situation
Villeroux se situe à proximité immédiate de la sortie 55 de l’autoroute A26/E25 et à environ 6 km au sud-ouest du centre de Bastogne. Il occupe un haut plateau herbager de l'Ardenne où l'altitude varie entre 510 et 530 m. Le sommet de ce plateau atteint 548 m au nord-est du hameau. Il est arrosé par le petit ruisseau de Brul dont la source se situe au nord du village.

## Description
Ce hameau ardennais à vocation agricole est initialement constitué de fermes et de fermettes s'articulant le long de quatre courtes rues formant un carré. Plusieurs fermes datent du XVIIIe siècle et du XIXe siècle. Au sud du hameau, une vingtaine de constructions récentes de type pavillonnaire se sont ajoutées.
Les campagnes entourant le hameau comprennent un parc de 6 éoliennes implantées en direction de Senonchamps (commune de Bastogne). Un répartiteur a été construit près de sortie de l'autoroute et des lignes de haute tension passent à l'est du hameau.

## Patrimoine
La chapelle Notre-Dame est reprise sur la liste du patrimoine immobilier classé de Vaux-sur-Sûre depuis le 4 novembre 1986.

## Activités
Villeroux possède des gîtes ruraux.